# مسجد الجرينة

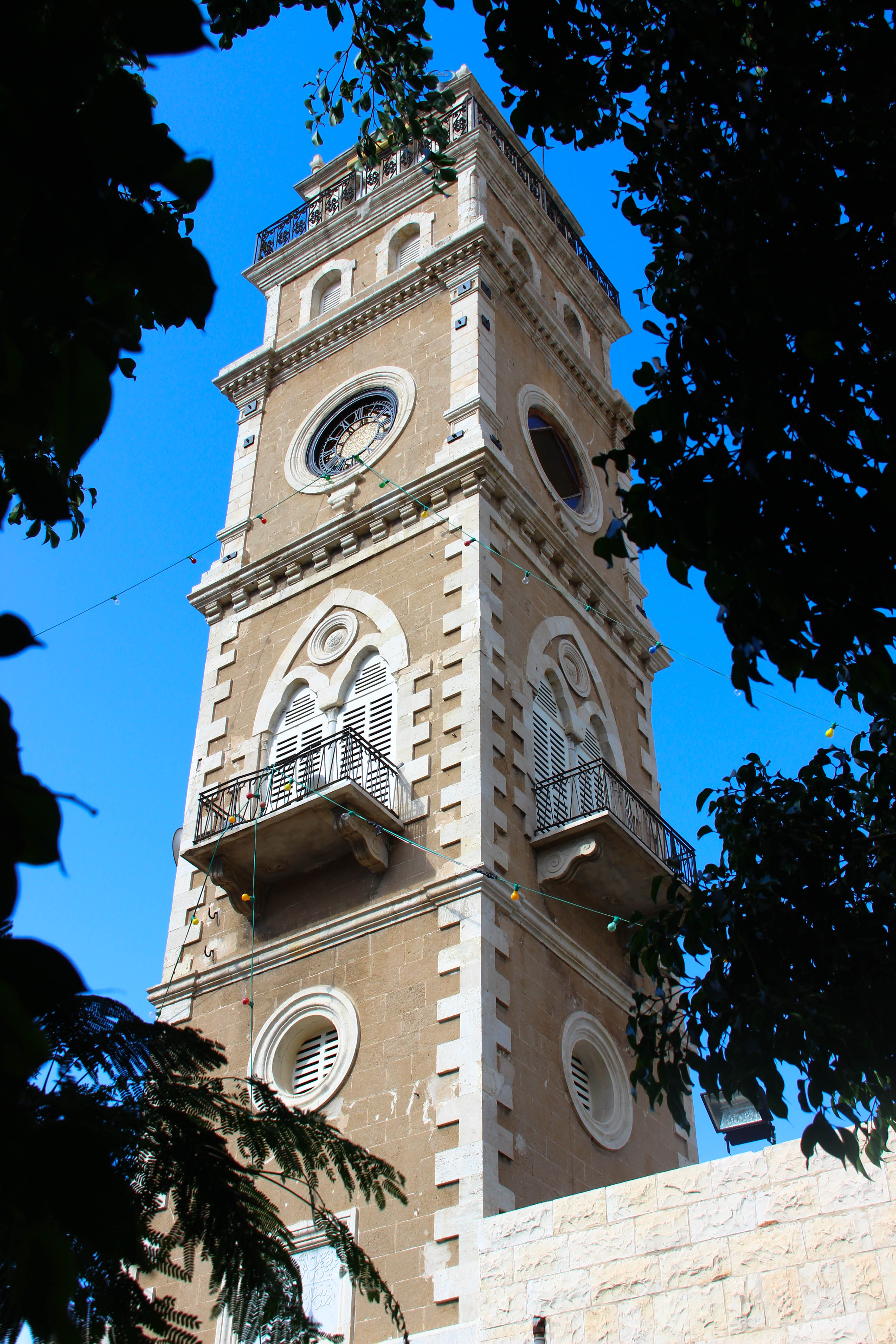
مئذنة المسجد.

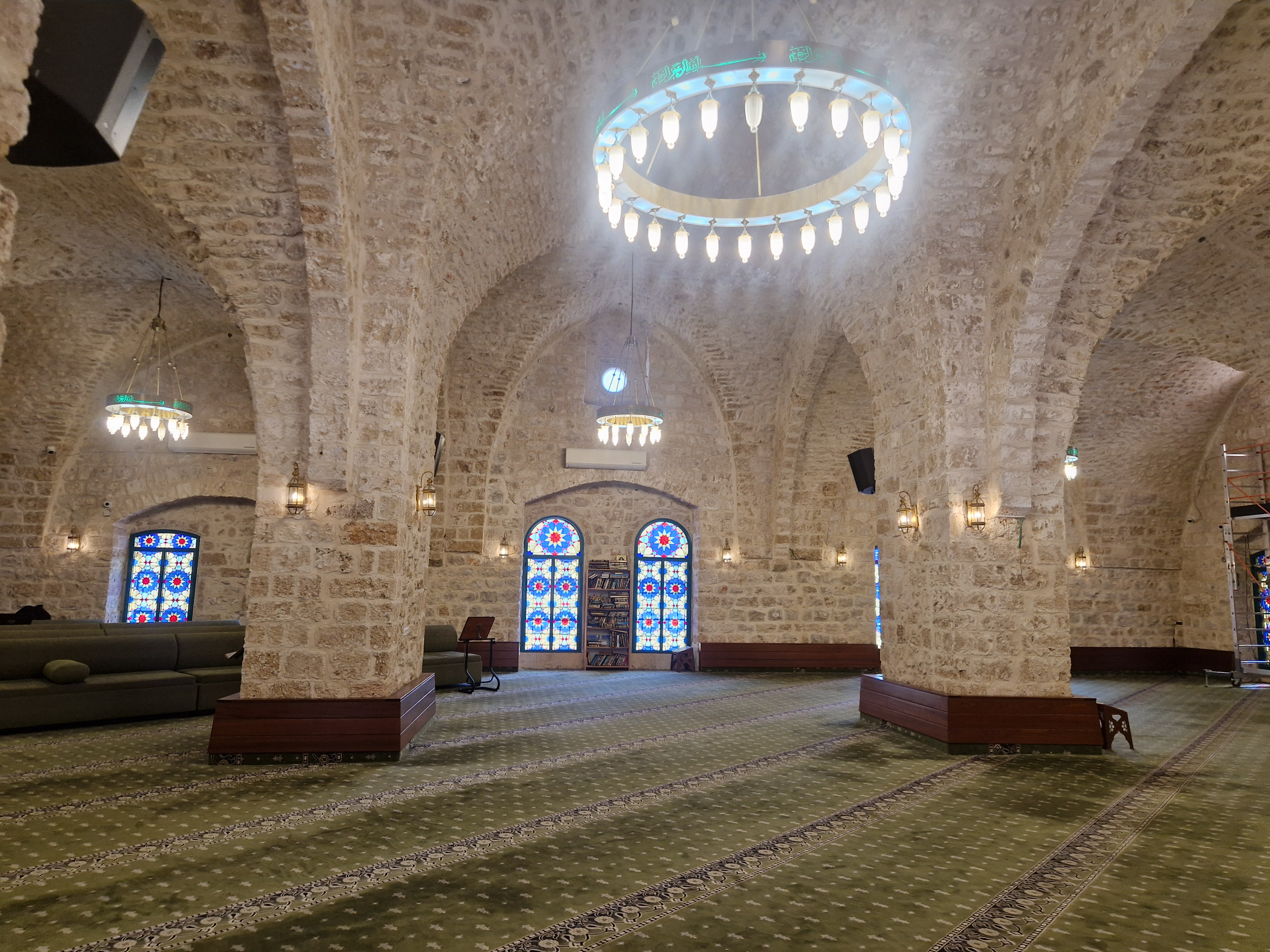
Al Jarina Mosque in Haifa The interior of the mosque

مسجد الجرينة أو مسجد النصر أو مسجد حيفا الكبير هو مسجد أثري يعود للحقبة العثمانية في فلسطين. يقع في البلدة القديمة لمدينة حيفا. قام العثمانيون بإنشاءه بعد القضاء على حاكم منطقة الجليل ظاهر العمر عام 1775، كجزء من التكريم للقائد حسن باشا الذي قام بهذه الحملة. وهو ثاني أقدم مساجد حيفا بعد المسجد الصغير. في عام 1901 بنى العثمانيون برج ساعة بمحاذاة هذا المبنى كجزء من عدة أبراج أقيمت تخليداً للسلطان عبد الحميد الثاني، وقد اُطلق عليه اسم «الجرينة» بسبب وجود ساحة حجرية كبيرة أمامه مخصصة للحبوب المعدّة للتصدير إلى الخارج عبر ميناء حيفا في ذلك الوقت.
في عام 1901 بنى العثمانيون برج الساعة على سطح المسجد، وهو واحد من 7 أبراج أقيمت في عدد من المدن الفلسطينية احتفالا بمرور 25 سنة على جلوس السلطان عبد الحميد الثاني على العرش.
في 20 يونيو، خلال الحرب الإيرانية الإسرائيلية ألحق الهجوم الصاروخي الإيراني على حيفا أضرارًا كبيرة في المسجد، وذلك أثناء تواجد عدد من الشيوخ في المكان.

## الموقع
يقع المسجد في الجهة الشرقية من ميناء حيفا، تحديداً في حي الجرينة القديم وهو حي منذ العصر العثماني.

## التاريخ
تعود جذور المسجد إلى عام 1775 خلال الفترة العثمانية، بُني المسجد على نمط العمارة الإسلامية التقليدية. خدم المسجد لعقود طويلة مكاناً للعبادة ومركزاً لتعليم القرأن والعلوم الشرعية.

## الترميم
عانى المسجد من الإهمال الكبير بعد النكبة عام 1948، إذ أقدمت إسرائيل بعد تهجيرها لمعظم السكان العرب على هدم معظم بيوت ومعالم البلدة القديمة التي يقع فيها المسجد بحجة التطوير، ومنعا لعودة الفلسطينيين. في عام 2011، أنهت مؤسسة الأقصى أعمال ترميم واسعة في المسجد، وقد جاء العمل على خلفية الحاجة الملحة للترميم وتصدّع بعد جدرانه، وكانت بلدية حيفا أصدرت في السابق عبر قسم الهندسة إخطاراً مفاده أن مبنى العقود الشرقية التابعة للمسجد بجدرانه وسطحه بوضع هندسي صعب وآيل للسقوط مما قد يشكل خطراً على المارة والجمهور، هذا وقد تمّ العمل بإشراف طاقم من “مؤسسة الأقصى”.

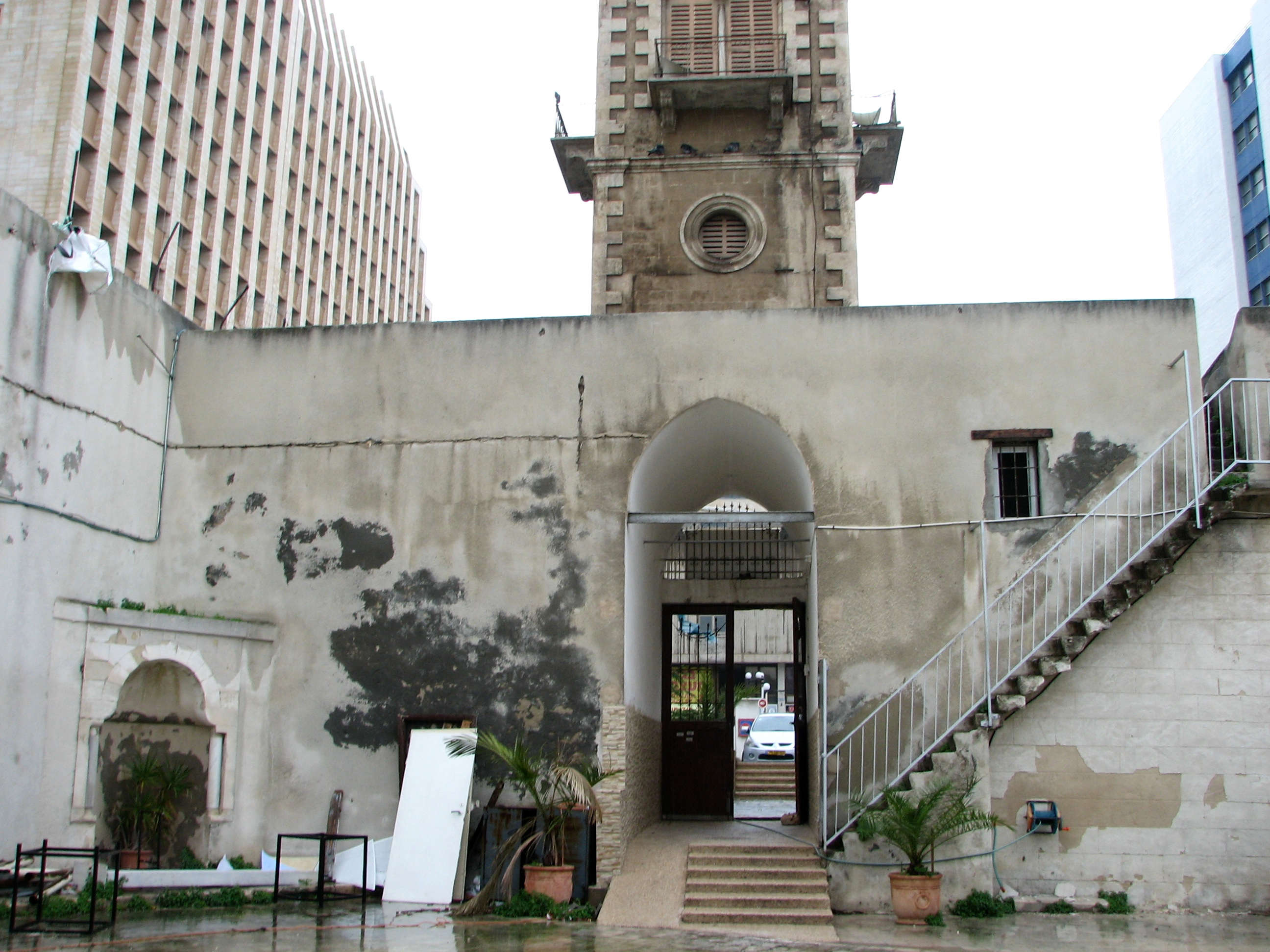
المسجد من الداخل قبل الترميم.
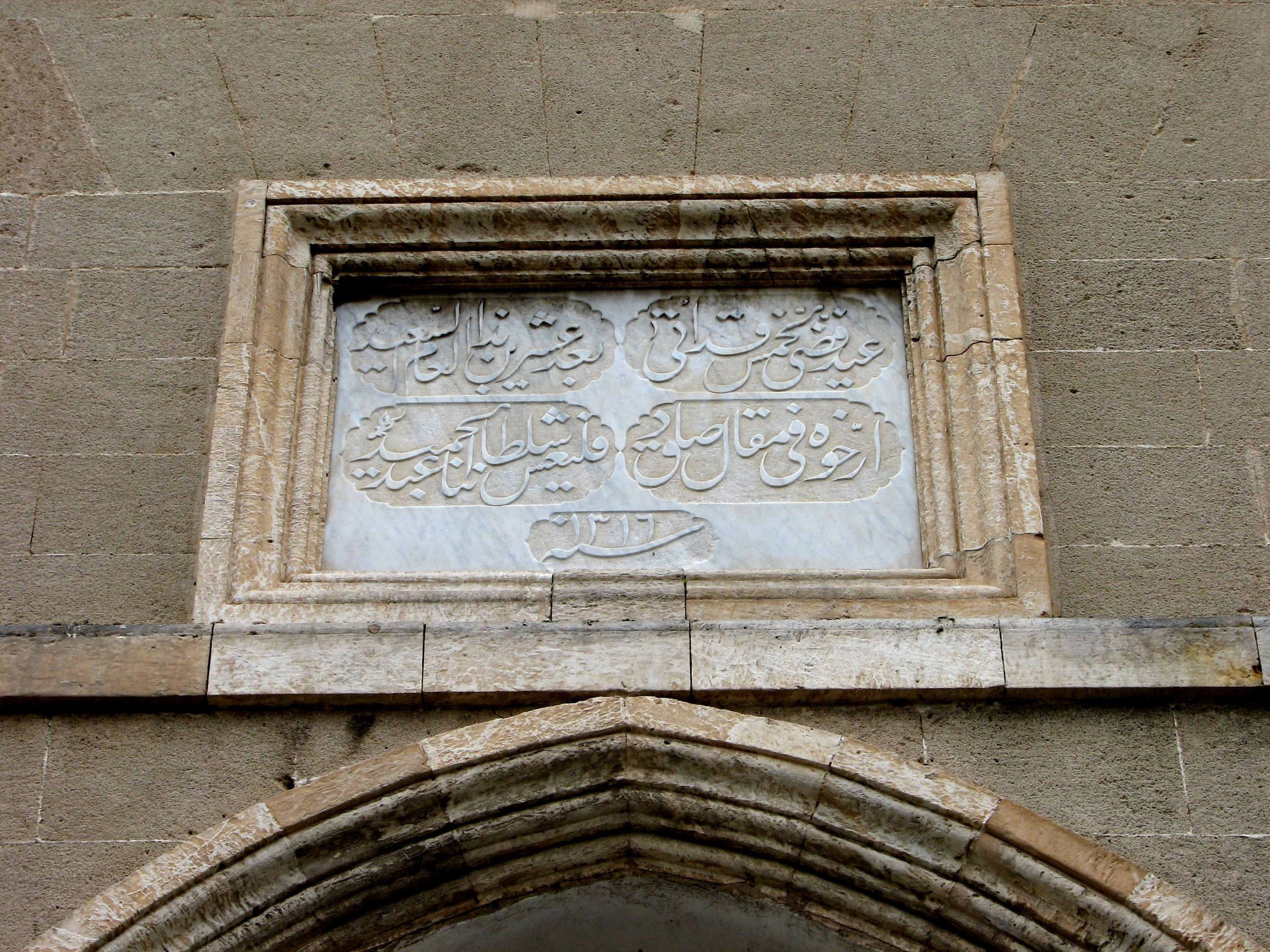
لوحة حجرية على برج الساعة منقوش عليها تاريخ البناء.